# خلية كبدية
خلايا الكبد - خلية متنية في الكبد لدى البشر والحيوانات. تشكل من 60 إلى 80 ٪ من نسيج الكبد.
تحول معظم المواد الغذائية التي يتناولها الإنسان إلى شكل يمكن للجسم استخدامه.

## وظائف الخلية الكبدية
تقوم الخلية الكبدية بالكثير من الوظائف تتضمن:
1.قلب الأمونيا إلى يوريا.
2.تشكيل الصفراء وإفرازها .
3.تقوم بربط أو إقران البيلوروبين :
حيث يقدم البيلوروبين غير المنحل بالماء والناتج عن تحطم الهيموغلوبين إلى الكبد ، حيث يتم ربطه بالغلوكورونييد(glucuronide)، ثم يتم طرح هدا المعقد مع الصفراء ليتم إطراحه فيما بعد مع البراز.
4.تحافظ الخلية الكبدية على مستوى الغلكوز بالدم عن طريق قبط الغلوكوز من الدم ثم تخزينه كغليكوجين .
5.تحلل الغليكوجين المختزن فيها لتحرر الغلوكوز ، كما تقوم باصطناع الغلوكوز انطلاقا من الحموض الأمينية والشحوم.
6.تحافظ الخلية الكبدية على مستوى الشحوم في الدم عن طريق قبط الحموض الدسمة من الدم ثم القيام بأسترتها ثم ربطها بالبروتينات لتشكيل (lipoproteinsالبروتينات الشحمية).
7.تصطنع الكولسترول.
8.تصطنع بروتينات البلاسما (الألبومين , الفيبرينوجين ، البروترومبين .....).
9.تقوم بقبط (immunoglobuline A) ، ثم تحرر النمط الإفرازي منه (sIgA) ضمن الصفراء .
10.تلغي فاعلية كل من الهرمونات ، والأدوية الحلولة بالدسم ، والسموم وذلك بواسطة ما تملكه من أنزيمات ضمن الشبكة الهيولية الملساء.
11.تقوم باستقلاب الكحول بواسطة الأنزيمات الموجودة ضمن الجسيمات البيروديكسية.
12.تنجز مرحلة (25-Hydroxylation) الخاصة بالفيتامين د .
13.تفرز (a1-antitrypsin) والذي يقوم بوظيفته بوصفه عضو هام بين بروتيزات(proteases) البلاسما..